# Кириллова, Наталья Борисовна
Наталья Борисовна Кириллова (урождённая Комарова; род. 8 февраля 1949 года, Магнитогорск, Челябинская область, СССР) — советский и российский культуролог. Кандидат искусствоведения, доктор культурологии, профессор. Заведующая кафедрой культурологии и социально-культурной деятельности Уральского федерального университета имени первого Президента России Б. Н. Ельцина. Заслуженный деятель искусств Российской Федерации (2005).

## Биография
Наталья Борисовна Кириллова (Комарова) родилась 8 февраля 1949 года в городе Магнитогорске Челябинской области. Мать, Комарова (Белоусова) Вера Михайловна (1914—1985), после окончания юридического техникума приехала в Магнитогорск в 1933 г. по комсомольской путёвке, где работала в кадровой службе Магнитогорского металлургического комбината. Отец, Комаров Борис Николаевич (1920—1964), участник ВОВ, приехал в Магнитогорск в 1946 г.; его последняя должность — заместитель управляющего трестом «Магнитострой».
Н. Б. Кириллова в 1970 г. окончила Магнитогорский государственный педагогический институт по специальности «русский язык и литература». В студенческие годы играла в самодеятельном «Народном театре». В июле 1973 года поступила на заочное отделение сценарно-киноведческого факультета ВГИКа; в 1978 году закончила мастерскую доктора искусствоведения, профессора Сергея Васильевича Комарова, получив диплом киноведа. 1979—1983 — соискатель, затем аспирант Всесоюзного государственного института кинематографии. В 1983 году защитила диссертацию на степень кандидата искусствоведения по теме «Социально-эстетическая эффективность киноискусства как фактора воспитания молодёжи». В 1988 г. получила аттестат доцента, а в 1994 — профессора по кафедре истории искусств. В 2005 году в Российском институте культурологии (г. Москва) защитила докторскую диссертацию на тему «Медиакультура как интегратор среды социальной модернизации», получив учёную степень доктора культурологии.
Свою трудовую деятельность начала в г. Магнитогорске в должности преподавателя литературы в средней школе, а затем в музыкальном училище (1970—1978). С 1975 года стала активно сотрудничать со многими газетами и журналами в качестве кино- и театрального критика, вела авторские передачи о людях театра и кино на Магнитогорской студии телевидения. После создания экспериментальной кафедры эстетики, этики и права в Магнитогорском горно-металлургическом институте стала преподавать здесь студентам основы кино и телевидения (1978—1983). В августе 1983 года семья Кирилловых переехала в Свердловск, где Наталья Борисовна работала сначала в должности доцента кафедры философии Свердловского инженерно-педагогического института (1983—1986). Затем перешла в Свердловский (Екатеринбургский) государственный театральный институт, где работала в должности доцента, проректора по учебной и научной работе, профессора кафедры истории искусств (1986—1996). С сентября 1996 года по настоящее время работает в должности профессора кафедры культурологи Уральского государственного университета (с 2011 — Уральский федеральный университет им. Б. Н. Ельцина); С 1 сентября 2015 года — заведующий кафедрой культурологии и социально-культурной деятельности (УрФУ).
Кроме преподавательской работы активно занималась менеджерской и творческой деятельностью: Наталья Борисовна в 1984 году вела телепередачу «Новое на киноэкране» на канале СГТРК; с 1994 по 1996 работала в должности вице-директора по международным культурным связям МАО «Киноцентр»; после стажировки в США (август-сентябрь 1994) стала организатором, продюсером и генеральным директором регионального фестиваля «Новое кино России» (1995—1999). С декабря 1996 года по март 1999 года работала ген. директором «Свердловского областного производственного киновидеообъединения», а с марта 1999 года по декабрь 2000 года — генеральный директор ФГУП «Свердловская государственная телерадиокомпания». С 2002 по 1016 год — главный редактор общественно-политического журнала «Уральский федеральный округ».
Н. Б. Кириллова — академик Академии менеджмента в образовании и культуре, член Ассоциации кинообразования и медиапедагогики России, Союза кинематографистов России и Союза журналистов Российской Федерации; член Президиума научно-образовательного культурологического общества России, председатель Уральского НОКО (с 2010 г.), директор Уральского научно-методического центра медиакультуры и медиаобразования (с 2006 года); член двух диссертационных советов: Д 212.285.20 по защитам докторских и кандидатских диссертаций (специальность 24.00.01 — Теория и история культуры), и Д 212.85.21 (по специальности 10.00.01 — Журналистика). Принимала участие в организации многих Международных и Всероссийских научных конференций: «Культура. Власть. Общество.: пути интеграции» (2002), «Экранная культура в современном медиапросранстве» (2006), «Судьба России: вектор перемен» (2007), «Культура. Власть. Общество: пути реализации государственной культурной политики» (2015), «Культурная память и культурная идентичность» (2016), «Революция и культура. XX век» (2017) и др..

## Семья
Супруг — Анатолий Дмитриевич Кириллов (1947—2021), доктор исторических наук, профессор Уральского федерального университета, член Академии политической науки, директор Центра истории Свердловской области.
Сын — Борис Анатольевич Кириллов, заместитель полномочного представителя Президента Российской Федерации в Уральском федеральном округе (с 2013 года), выпускник Уральского государственного университета им. А. М. Горького (ныне — Уральский федеральный университет).

## Награды
За свои творческие и научные достижения была неоднократно награждена:
- 1998 — Знак «Почётный кинематографист России»;
- 1999 — Почётная грамота Губернатора Свердловской области;
- 2000 — Почётная грамота ВГТРК «За достигнутые СГТРК высокие производственные и творческие результаты»[2];
- 2003 — Знак Союза журналистов России «300 лет российской прессы»;
- 2004 — Почётная грамота Министерства РФ по делам печати, телерадиовещания и массовых коммуникаций;
- 2004 — Почётная грамота Правительства Свердловской области;
- 2005 — Почётное звание «Заслуженный деятель искусств РФ»;
- 2005, 2008, 2016 — лауреат Всероссийских конкурсов «Лучшая научная книга»;
- 2008 — Международная награда «За профессиональные достижения в современном мире и вклад в интеллектуальное развитие общества»;
- 2009 — общественный орден города Екатеринбурга «Екатерининский крест» II степени;
- 2009 — диплом и премия «Признание» «За выдающиеся достижения в профессиональной деятельности и личный вклад в историю города Екатеринбурга»;
- 2009 — Почётная грамота Министерства культуры Свердловской области;
- 2015 — литературная премия Уральского Федерального округа в номинации «Публицистика и краеведение» за книгу «Кино Урала: от прошлого к будущему»;
- 2015 — Орден Дружбы «За высокие достижения в сфере науки, образования, воспитания молодёжи».